# John Clarkson
John Gibson Clarkson (né le 1er juillet 1861 à Cambridge (Massachusetts), décédé le 4 février 1909 à Belmont, Massachusetts) était un lanceur dans les Ligues majeures de baseball entre 1882 et 1894. En 12 saisons, il a gagné 328 parties pour 178 défaites. À cette époque, les équipes n'avaient que deux lanceurs pour démarrer les parties, un lanceur pouvait donc commencer 70 parties, et en gagner (ou en perdre) 40. 1885 fut sa meilleure saison, avec 53 gagnées pour 16 perdues, 70 parties commencées, 68 match complets, 10 blanchissages et une moyenne de points mérités de 1,82. Seul Charles Radbourn a gagné plus de parties (59 ou 60 selon le choix de référence) dans une seule saison.
Clarkson fut un frappeur moyen, avec 24 circuits, 73 doubles, 23 triples en carrière et une moyenne de 0,219.

## Classements
- Classé 12e pour les victoires
- Classé 75e pour les défaites
- Classé 23e pour les manches lancées
- Classé 9e pour les points permis
- Classé 52e pour les points mérités permis